# Марије Хеег
Марије Хеег (норв. Marie Høeg; Лангесунд, 15. април 1866 — Осло, 22. фебруар 1949) била је норвешка сифражеткиња и фотограф. Основала је дебатни клуб Хортен, огранка Националног удружења за право жена на гласање, Хортен женског савета и Хортен туберкулозног удружења.

## Биографија
Рођена је 15. априла 1866. у Лангесунду. Завршила је фотографско шегртовање у Бревику 1890. године. Живела је у Финској 1890—1895. радећи као фотограф у Екенасу и Ханку где је велики утицај на њу имао фински покрет за женска права. Преселила се из Финске у Хортен 1895. заједно са Болет Берг која је била пет година млађа од ње. Заједно су основале и водиле сопствени фотографски студио Berg & Høeg. Хеег је њихов студио користила не само за фотографисање, већ и као место сусрета жена заинтересованих за феминизам и њихово право гласа. Хеег и Берг су се преселиле у Кристијанију, данашњи Осло, 1903. где су наставиле да раде као професионални фотографи, углавном производећи сценске и портретне разгледнице. Основале су издавачку компанију Berg og Høghs Kunstforlag A.S. која је издавала књиге попут тротомне Norske Kvinder, која се бави темом историје норвешких жена. Марије Хеег је преминула у Ослу 22. фебруара 1949. Многе њене фотографске плоче су откривене након њене смрти у штали 1980-их на којој је живела са Бег на крају свог живота. Фотографске плоче су се налазиле у кутији са ознаком „приватно” и на њима су приказане Берг и Хеег обучене у мушку одећу са брковима како пуше. Укупно је било 440 фотографских плоча које данас чине збирку музеја Преус.